# Thomas Erastus

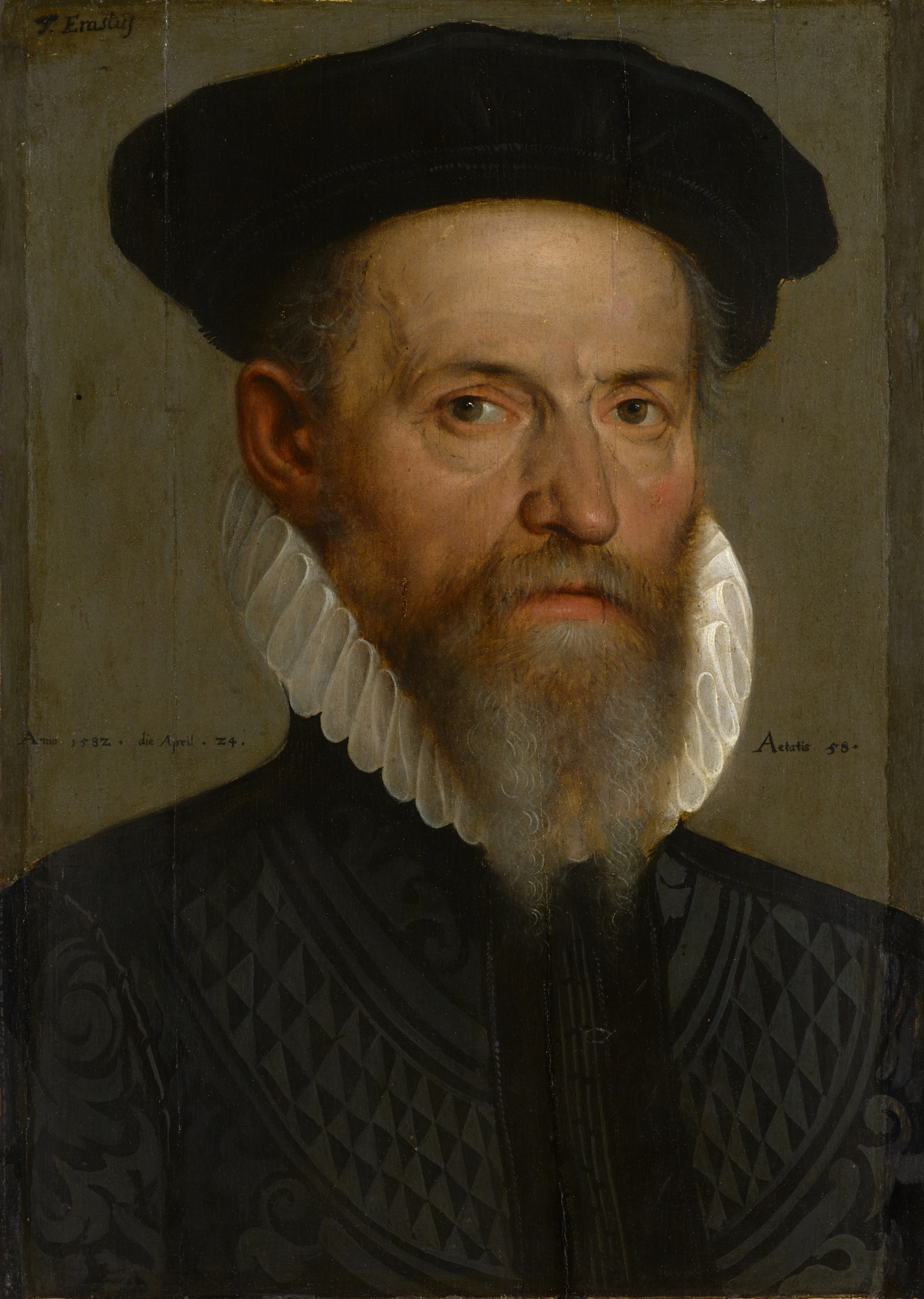
Tobias Stimmer (?): Bildnis des Thomas Erastus, 1582 (Kunstmuseum Basel)

Thomas Erastus oder Thomas Erast, eigentlich Lüber oder Liebler (* 7. September 1524 in Baden (Aargau/Schweiz); † 31. Dezember 1583 in Basel), war ein reformierter Theologe aus der Schweiz, Arzt und Professor und Lehrstuhlinhaber für Medizin in Heidelberg. Durch zahlreiche Schriften nahm er Einfluss auf den theologischen und medizinischen Gelehrtenstreit im süddeutschen Raum des 16. Jahrhunderts.

## Leben und Wirken
Thomas Liebler, Sohn armer Landleute, studierte 1540 an der Universität Basel Theologie sowie neun Jahre später in Bologna (drei Jahre) und Padua (sechs Jahre) Philosophie und Medizin. Humanistischer Sitte entsprechend hatte er seinen Namen bereits in Basel in «Erast» umgeformt. Nach seiner Rückkehr aus Italien wurde Thomas Erast Leibarzt der Grafen von Henneberg und 1558 des Kurfürsten Ottheinrich von der Pfalz († 1559) und zugleich (neben Jacob Curio zweiter) Professor der Medizin an der Universität Heidelberg. Er wurde durch seine mit scharfen Reden gegen Paracelsus versehenen medizinischen Schriften bekannt wie der Disputationum de medicina Paracelsi. Auch im Aderlass-Streit (im Rahmen des im 16. Jahrhundert aufgekommenen Widerstandes gegen den arabistischen Galenismus) bezog er (gegen den sich auf Hippokrates beziehenden Pierre Brissot) Stellung für Galen. Mit seiner Schrift über das Brotbrechen beim Abendmahl hat der Lutheraner Erastus die Einführung des Heidelberger Katechismus unterstützt.
Im kurpfälzischen Disziplinistenstreit vertrat Erastus als Antidisziplinist die Position, dass Strafmassnahmen allein der weltlichen und nicht der kirchlichen Macht zukommen sollte. Hierbei stand er u. a. mit Johannes Sylvanus und Johann Hasler in Verbindung. Erastus prägte die aufgeworfene Frage der kirchlichen Angelegenheiten so tief, dass in Grossbritannien noch bis heute die Richtung, welche die Kirche der Staatsgewalt unterordnen will, als Erastianismus bezeichnet wird. Entscheidend hierfür war auch die aus seinem Nachlass herausgegebene Schrift Explicatio gravissimae quaestionis, utrum excommunicatio mandato nitatur divino an excogitata sit ab hominibus (Behandlung der sehr schwierigen Frage, ob eine Exkommunikation auf einen göttlichen Auftrag gestützt wird oder von Menschen erfunden ist).
In schroffem Gegensatz zum Calvinismus, den Ottheinrichs Nachfolger Friedrich III. vertrat, der von dem Juristen und Kanzler Christoph Eheim eingeführt wurde und dem sich die von Ottheinrich berufenen Professoren – allen voran Erastus – widersetzten, kämpfte Erastus gegen Kirchenzucht und Presbyterialverfassung und vertrat auch in mehreren Schriften die Zwinglische Abendmahlslehre. Nach der Flucht des Heidelberger Antitrinitariers Adam Neuser und der Hinrichtung von Sylvanus 1572 selbst des Unitarismus verdächtigt, wechselte er 1580 als Professor der Medizin nach Basel und lehrte dort von 1580 bis zu seinem Tod 1583 jedoch als Professor der Ethik an der theologischen Fakultät, deren Lehrstuhl er erhielt.
Nach seinem Tod gingen die Zinsen einer von ihm veranlassten Stiftung von 4000 Gulden an ein Stipendium für je zwei protestantische Studenten der theologischen und medizinischen Fakultät der Universität Basel und Heidelberg.

## Schriften (Auswahl)

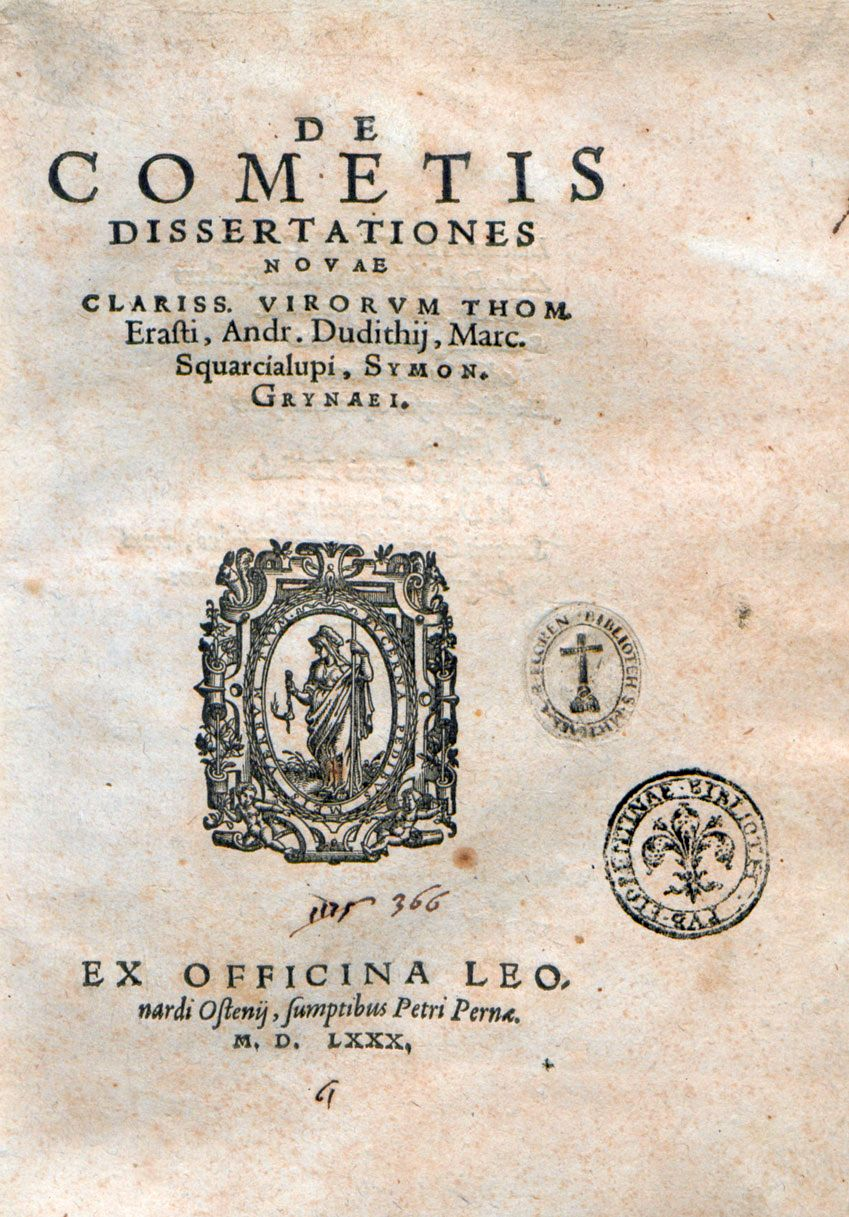
De cometis, 1580

- Disputationum de medicina nova Philippi Paracelsi partes quattuor. Basel 1572–1575.
- Repetitio disputationis de Lamiis seu strigibus. Basel 1578.
- De cometis. Basel 1580 online.